# Battleship Potemkin
Battleship Potemkin és el nom d'un disc que Chris Lowe i Neil Tennant (els Pet Shop Boys) van publicar l'any 2005, i que conté música inspirada en la pel·lícula de Sergei Eisenstein El cuirassat Potemkin.
El disc inclou peces cantades i música instrumental, on Lowe i Tennant van barrejar el seu estil electrònic tradicional amb arranjaments per a orquestra, realitzats per Torsten Rasch -conegut per la seva col·laboració amb Rammstein-, i interpretats per l'Orquestra Simfònica de Dresden, dirigida per Jonathan Stockhammer.
Per promocionar aquest nou llançament, Lowe i Tennant van fer una petita gira per diverses ciutats europees; el concert inaugural va tenir lloc al Trafalgar Square de Londres.

## Temes

### 335042-2
1. Comrades! – 3,52
2. Men and maggots – 4,57
3. Our daily bread – 0,52
4. Drama in the harbour – 9,00
5. Nyet – 6,14
6. To the shore – 3,12
7. Odessa – 6,50
8. No time for tears – 4,32
9. To the battleship – 4,34
10. After all (The Odessa Staircase) – 7,23
11. Stormy meetings – 1,31
12. Night falls – 5,55
13. Full steam ahead – 1,50
14. The squadron – 4,24
15. For freedom – 3,17

## Dades
- Els Pet Shop Boys són Neil Tennant i Chris Lowe.
- Pete Gleadall: Programacions.
- Torsten Rasch: Arranjaments orquestrals.
- Jonathan Stockhammer: Direcció.
- Orquestra Simfònica de Dresden: Orquestra a tots els temes excepte als temes 2, 3, 11, 12 i 13.
- Dave Clayton: Programacions i Teclats addicionals.
- Markus Schwind: Trompeta.